# Bergträsket (Arvidsjaurs socken, Lappland, 730683-167080)
Bergträsket är en sjö i Arvidsjaurs kommun i Lappland och ingår i Piteälvens huvudavrinningsområde. Sjön har en area på 0,501 kvadratkilometer och ligger 336,1 meter över havet.

## Delavrinningsområde
Bergträsket ingår i det delavrinningsområde (730706-166969) som SMHI kallar för Utloppet av Bergträsket. Medelhöjden är 363 meter över havet och ytan är 3,1 kvadratkilometer. Det finns inga avrinningsområden uppströms utan avrinningsområdet är högsta punkten. Vattendraget som avvattnar avrinningsområdet har biflödesordning 4, vilket innebär att vattnet flödar genom totalt 4 vattendrag innan det når havet efter 160 kilometer. Avrinningsområdet består mestadels av skog (67 procent) och sankmarker (13 procent). Avrinningsområdet har 0,5 kvadratkilometer vattenytor vilket ger det en sjöprocent på 16 procent.